# Religija u Francuskoj
Religija u Francuskoj zastupljena je s nekoliko vjerskih zajednica.

## Povijest
Francuska je tradicijski kršćanska zemlja. Tradicijski pripada zapadnoj, Rimokatoličkoj Crkvi. Bila je metama rimokatoličkih podjela pa je sjedište "drugog" pape bilo u Francuskoj, u Avignonu. Valdenzi su bili heretici. Protiv njih papa je pokrenuo križarski rat, t.zv. Albigenški rat. Protestantizam se nije uspio ukorijeniti. Hugenotski ratovi i Bartolomejska noć imali su za posljedicu smanjenje protestanata. Nanteski edikt dao je protestantima prava, ali nemiri su trajali još koje stoljeće. Jačanjem Francuske kao kolonijalne sile za posljedicu u stoljećima poslije doseljavanje velikog broja muslimana i u znatno manjem broju budista iz prekomorskih departmana u Francusku. Rimokatoličanstvo je pretrpilo okrutno pretrpilo zbog francuske revolucije i jakobinaca. Od tih se vremena njeguje snažna tradicija sekularizma. Holokaust je također pogodio Francusku što je za posljedicu imalo smanjenje broja židovskih vjernika.
Vremenom je taj sekularizam dobio pravnu snagu. Od 1872. ne popisuje se pripadnost vjeri, što otežava procjenu. Zakonom iz 1872. zabranjeno je državi prikupljati podatke o nacionalnosti ili vjerskoj pripadnosti neke osobe, što je potvrđeno i pojačano zakonom iz 1978., gdje je naglašena zabrana prikupljanja ili iskorištavanje osobnih podataka koji otkrivaju pojedinčevu rasu, narodnost, političko, filozofsko ili vjersko mišljenje. Zakonom iz 1905. kodificirano je odvajanje Crkve i države u Francuskoj.

## Vjerska struktura
Procjene koje navodi CIA za 2015. godinu govore o sljedećem vjerskom sastavu:
- kršćani (uglavnom rimokatolici) 63 - 66%
- muslimani 7 - 9%
- budisti 0,5 - 0,75%
- židovske vjere 0,5 - 0,75%
- ostali 0,5 - 1,0%
- ateisti 23 - 28%

## Galerija
- Širenje kršćanstva u Europi i na Sredozemlju.
- Europa u doba velike podjele 1054. godine.
- Religija u Europi, na Sredozemlju i na Bliskom Istoku 1100.
- Religije u Europi 1560.